# Vicq (Nord)
Vicq és un municipi francès, situat a la regió dels Alts de França, al departament del Nord. L'any 2006 tenia 1.312 habitants. Limita a l'est amb Quiévrechain, al sud-oest amb Onnaing i al nord-oest amb Fresnes-sur-Escaut.

## Demografia
| 1962                                       | 1968  | 1975  | 1982  | 1990  | 1999  | 2006  |
| ------------------------------------------ | ----- | ----- | ----- | ----- | ----- | ----- |
| 1.379                                      | 1.388 | 1.301 | 1.219 | 1.196 | 1.253 | 1.312 |
| Des de 1962: població sense dobles comptes |       |       |       |       |       |       |

## Administració
| Període | Identitat           | Partit |
| ------- | ------------------- | ------ |
| 2001-   | Jean-Charles Dulion |        |